# Dorfkirche Cahnsdorf

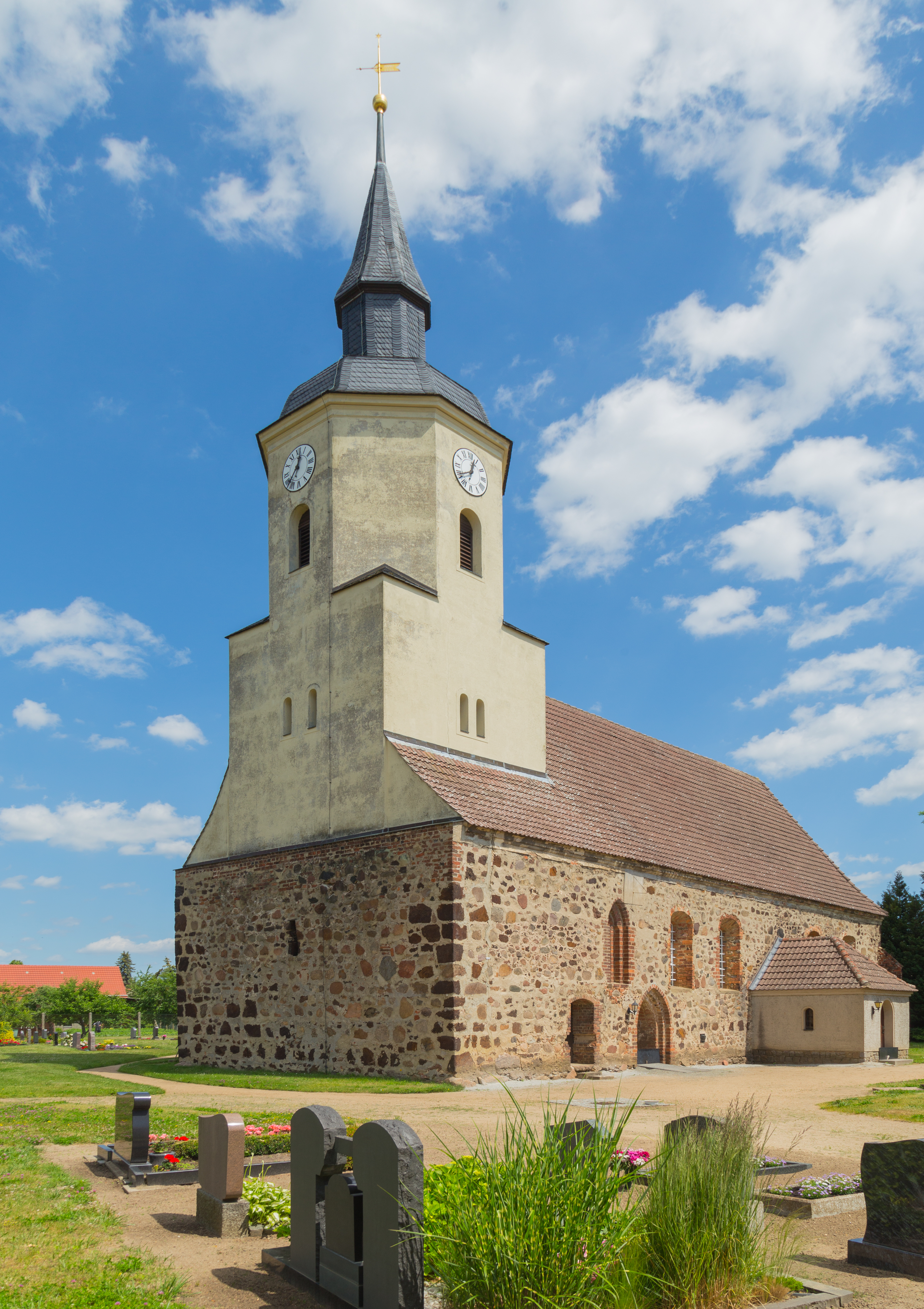
Dorfkirche Cahnsdorf (2022)

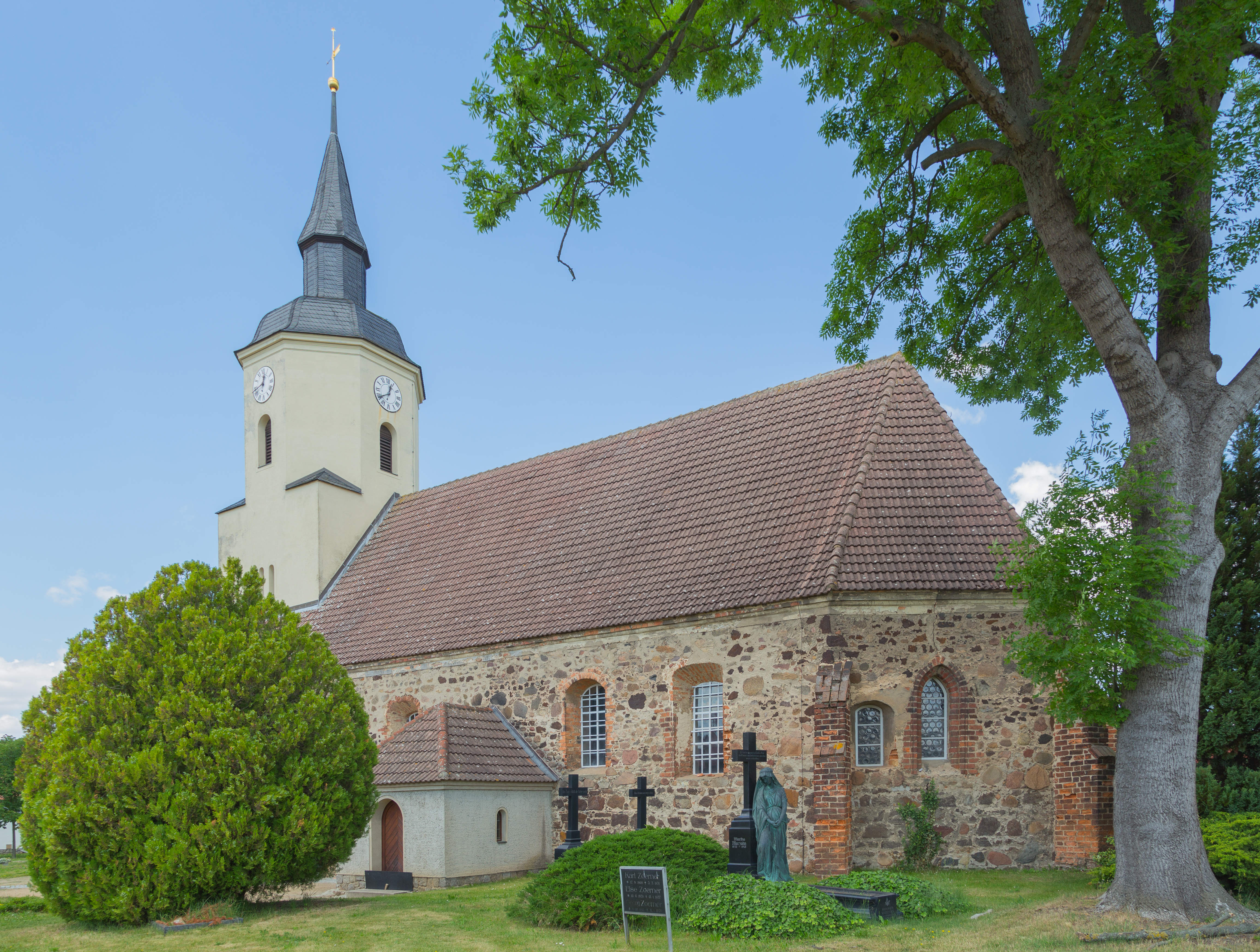
Dorfkirche Cahnsdorf (2022)

Die Dorfkirche Cahnsdorf ist das Kirchengebäude im Ortsteil Cahnsdorf der Stadt Luckau im Landkreis Dahme-Spreewald in Brandenburg. Es gehört der Kirchengemeinde Cahnsdorf im Pfarrsprengel Luckau, der Teil des Kirchenkreises Niederlausitz in der Evangelischen Kirche Berlin-Brandenburg-schlesische Oberlausitz ist. Die Kirche steht unter Denkmalschutz.

## Architektur und Geschichte
Die Cahnsdorfer Kirche wurde Anfang des 14. Jahrhunderts als Bau aus Feldsteinmauerwerk mit einer Einfassung aus Raseneisensteinen errichtet und ist eine Saalkirche mit dreiseitigem Ostschluss. Im 16. Jahrhundert erfolgte eine Einwölbung des Chors, die Ecken der Chorwand wurden daher mit Strebepfeilern besetzt. Etwa zur gleichen Zeit wurden die Chorfenster spitzbogig erweitert.
Ab 1730 erfolgten Umbauarbeiten an der Kirche mit einer Erneuerung der Korbbogenfenster am Langhaus und dem Anbau einer Sakristei mit Tonnengewölbe im Nordosten. Des Weiteren wurde der Westturm aufgesetzt, vor dem östlichen abgetreppten spitzbogigen Südportal entstand eine Vorhalle aus Ziegelmauerwerk mit einer Rundbogentür. Der Bereich unterhalb des Turms wurde dabei durch Einziehen einer Querwand vom Rest des Kirchenschiffs abgetrennt. Der Teil des Turms bis zur Firsthöhe ist quadratisch, darunter hat er eine oktogonale Form mit Schallöffnungen und Turmuhren an vier Seiten. Abgeschlossen wird der Turm durch eine verschieferte Haube mit geschlossener Laterne und Spitzhelm von 1844. Auf der Wetterfahne deutet die Inschrift „ANNO / 1730 / 1844“ auf den Turmbau hin.
Vom ursprünglichen Bauwerk sind heute noch die Spitzbogenfenster am Chor, das spitzbogige Stufenportal und ein schräg darüber liegendes Lanzettfenster an der Südwand erhalten. Die Laibungen von Portal und Lanzettfenster sind aus Backstein. Im Innenraum hat die Kirche eine flache Decke. Durch die Einwölbung des Chors, der vom Rest des Innenraumes durch eine flachbogigen Triumphbogen abgetrennt ist, befindet sich dort ein Sternnetzgewölbe. In der Kirche steht eine Hufeisenempore aus dem 18. Jahrhundert, die 1970 im Zuge von Sanierungsmaßnahmen am Kirchenschiff verkürzt wurde. Der westliche Teil der Empore ragt in den Kirchenraum vor und hat ein Balustergeländer. 1992 wurde der Turm erstmals restauriert. Zwischenzeitlich stellten Experten fest, dass zu einem noch nicht bekannten Zeitpunkt tragende Balken entfernt wurden. Durch diese Änderung drückt der Turm nach wie vor zu stark auf die Außenmauern.

## Ausstattung
In der Dorfkirche Cahnsdorf steht ein Kanzelaltar aus der Zeit um 1730 mit Rankenschnitzwerk und einem barocken Aufbau mit einer Darstellung der Auferstehung Jesu Christi. Dazu gehört ein polygonaler Kanzelkorb, das Datum 1776 an der Kanzeltür wurde nachträglich angebracht. Das hölzerne Taufbecken mit schwerem kanneliertem Kanzelfuß wurde um 1800 angefertigt. In der Sakristei befindet sich ein Taufengel aus der ersten Hälfte des 18. Jahrhunderts, dessen Ausführung der Werkstatt des Tischlers Georg Wolschke zugeschrieben wird. Er wurde 2005 restauriert, ist jedoch wegen eines früheren Holzwurmbefalls nicht mehr vollständig erhalten.
Im Vorraum steht der Rest eines spätgotischen Taufsteins aus Sandstein.
Die Orgel mit neun Register wurde von Alexander Schuke gebaut und am 29. Mai 1901 eingeweiht. Das Instrument hat neun Register auf einem Manual und dem Pedal.